# Michael Ancher
Michael Peter Ancher (født 9. juni 1849 i Rutsker, Bornholm, død 19. september 1927 i Skagen) var en dansk maler med udgangspunkt i realismen. Han var gift med kollegaen Anna Ancher. De hørte begge til Skagensmalerne.
Michael Ancher startede som barn i Latinskole i Rønne, men fik - pga. dårlig økonomi i hjemmet - aldrig afgangseksamen. I stedet blev han som 16-årig ansat som skriver på Kalø godskontor. Her blev interessen for malerkunst vækket ved mødet med Theodor Philipsen og Vilhelm Groth, der i sommeren 1865 opholdt sig i området omkring Kalø Vig.
I 1871 søgte han kunsthistorikeren Julius Langes råd om kravene til at blive figurmaler og blev samme efterår optaget på akademiet. I sommeren 1874 besøgte han Skagen for første gang, og han forlod definitivt Akademiet i 1875. Efter det opholdt han sig i længere og længere perioder på Skagen, da han var meget betaget af fiskernes arbejde og liv i det hele taget. Han modtog den Neuhausenske Præmie 1877 for En Lægprædikant, der holder Gudstjeneste på Skagens Strand. I 1880 fik han sit endelige gennembrud med maleriet Vil han klare pynten?, som gennem Nationalgalleriet blev overdraget til Christian 9.
Omkring 1880'erne blev Skagen samlingspunkt for mange danske og skandinaviske kunstnere, inspireret af fransk kunst. Først var han imod, at Skagensmalerne gjorde Skagen til et moderne, nordisk friluftssted, selv om det var ham selv, der til at starte med havde gjort Skagen kendt. Der siges at være et fantastisk lys for malere, og udgangspunktet når han malede var 'ting' fra virkelighedens verden, f.eks. skagensfiskernes liv, fra familien eller venners kreds – en genre, han havde dyrket siden sin ungdom.
I 1888 blev han ridder af Sct. Michaelsordenen og i 1894 Ridder af Dannebrog.
Michael Ancher er, sammen med sin kone Anna, på billedet på den danske tusindekroneseddel i 1997-serien.

## Familie og privatliv
Michael Ancher giftede sig i 1880 med købmandsdatteren Anna Brøndum. De fik i 1883 datteren Helga, der ligesom sine forældre blev maler.
Familien Ancher flyttede i 1884 ind i jomfru Melsens hus på Markvej 2 i Skagen. Dette hus er i dag museum for kunstnerparret.

## Galleri
- Den syge pige, af Michael Ancher, 1882.
- Michael Ancher, Redningsbåden køres gennem klitterne, 1883, Statens Museum for Kunst.
- Michael Ancher, En barnedåb, 1883-1888, Ribe Kunstmuseum
- Skagbo, af Michael Ancher, 1884.
- Triptykon af Michael Ancher, Brænding mod kysten, 1884/1885, Skagens Museum.
- Michael Ancher - Et ufuldendt portræt af Adrian Stokes, 1888.
- Portræt af Marie Triepcke, 1889.
- Michael Ancher, Juledag 1900, 1903, Skagens Museum.
- Michael Ancher, Bonatzi og glade Elsie, 1904
- Kunstdommere, 1906, Frederiksborgmuseet; J.F. Willumsen, P.S. Krøyer, Laurits Tuxen og Holger Drachmann.
- En syg ung pige, 1883
- Den druknede, 1896

## Fodnoter
1. ↑  Dansk Biografisk Leksikon
2. ↑   Svanholm (2001), s.46